# ガッレーゼ
ガッレーゼ（伊: Gallese）は、イタリア共和国ラツィオ州ヴィテルボ県にある、人口約2,600人の基礎自治体（コムーネ）。

## 地理

### 位置・広がり
ヴィテルボ県東部のコムーネ。県都ヴィテルボから南東へ25kmの距離にある。

#### 隣接コムーネ
隣接するコムーネは以下の通り。括弧内のTRはテルニ県、RIはリエーティ県所属を示す。
- カルヴィ・デッルンブリア (TR)
- チーヴィタ・カステッラーナ
- コルキアーノ
- マリアーノ・サビーナ (RI)
- オルテ
- オトリーコリ (TR)
- ヴァザネッロ
- ヴィニャネッロ

### 気候分類・地震分類
ガッレーゼにおけるイタリアの気候分類 (it) および度日は、zona D, 1661 GGである。
また、イタリアの地震リスク階級 (it) では、zona 2B (sismicità media) に分類される。